# Iran-Israel-Konflikt während des syrischen Bürgerkriegs
Der iranisch-israelische Konflikt während des syrischen Bürgerkriegs bezieht sich auf die iranisch-israelische Pattsituation in und um Syrien während des Syrienkonflikts. Mit der zunehmenden iranischen Einflussnahme in Syrien ab 2011 wandelte sich der Konflikt bis Anfang 2018 von einem Stellvertreterkrieg zu einer direkten Konfrontation.
Zwischen 2013 und 2017 hat Israel Berichten zufolge mehrfach Angriffe auf Ziele der Hisbollah und des Iran in syrischen Gebieten oder im Libanon durchgeführt oder unterstützt. Einer der ersten zuverlässig gemeldeten Vorfälle dieser Art ereignete sich am 30. Januar 2013, als israelische Flugzeuge einen syrischen Konvoi angriffen, der angeblich iranische Waffen an die Hisbollah transportierte. Israel weigerte sich, den Vorfall zu kommentieren, nach mutmaßlichen Angaben, um der syrischen Regierung keinen Grund zu Vergeltungsmaßnahmen zu liefern.
Syrien bestätigte einige Berichte über Zwischenfälle der israelischen Luftwaffe im Mai 2013, Dezember 2014 und April 2015, andere wiederum dementierte es. Israel weigerte sich systematisch, zu den vermeintlichen Angriffen auf Ziele der Hisbollah und der syrischen Baath-Partei auf syrischem Gebiet Stellung zu nehmen. Im Jahr 2015 starteten mutmaßliche Hisbollah-Kämpfer einen Vergeltungsangriff auf israelische Streitkräfte in den Shebaa-Farmen. Im März 2017 schoss Syrien Flugabwehrraketen auf die von Israel kontrollierten Teile der Golanhöhen ab und zielte damit angeblich auf Flugzeuge der israelischen Luftwaffe, die nach syrischen Angaben auf dem Weg waren, Ziele in Palmyra in Syrien anzugreifen. Nach diesem Vorfall erklärte der Staat Israel, er habe Waffenlieferungen ins Visier genommen, die für die antiisraelischen Kräfte, insbesondere die Hisbollah, im Libanon bestimmt waren. Israel bestritt die Behauptung Syriens, dass ein Kampfjet abgeschossen und ein weiterer beschädigt worden sei. Israel hat keine Piloten oder Flugzeuge in Syrien oder irgendwo sonst im Nahen Osten nach dem Vorfall als vermisst gemeldet. Einigen Quellen zufolge war dieser Vorfall das erste Mal, dass israelische Beamte einen israelischen Angriff auf einen Hisbollah-Konvoi während des syrischen Bürgerkriegs bestätigten.
Anfang Dezember 2017 bestätigte die israelische Luftwaffe mindestens 100 Angriffe in den letzten sechs Jahren in Syrien, die alle auf Waffenkonvois der Hisbollah und der Baathisten abzielten. Im September 2018 erklärte die israelische Luftwaffe, dass sie allein in den Jahren 2017–2018 über 200 Luftangriffe auf iranische Ziele durchgeführt habe.
In den Jahren 2023 und 2024, seit dem Beginn des Krieges zwischen Israel und der Hamas, haben die israelischen Angriffe in Syrien an Häufigkeit und Intensität zugenommen. Es wurde berichtet, dass Israel keine Vorwarnungen mehr abgibt und bombardiert, um zu töten.

## Chronik

### 2013
Am 30. Jänner 2013 griffen israelische Flugzeuge angeblich einen syrischen Konvoi an, der iranische Waffen an die Hisbollah transportierte. Anderen Quellen zufolge handelte es sich bei dem angegriffenen Ort um ein militärisches Forschungszentrum in Dschamraya, das für die Entwicklung biologischer und chemischer Waffen zuständig ist.
Zwei weitere Luftangriffe, die ebenfalls Israel zugeschrieben werden, fanden Berichten zufolge am 3. und 5. Mai 2013 statt. Beide zielten angeblich auf Langstreckenwaffen, die vom Iran an die Hisbollah geliefert wurden.
Anonymen US-Beamten zufolge führte Israel am 5. Juli einen weiteren Angriff durch. Er richtete sich angeblich gegen Yakhont-Schiffsabwehrraketen aus russischer Produktion in der Nähe der Stadt Latakia und tötete mehrere syrische Soldaten. Während in ersten Berichten behauptet wurde, es habe sich um einen Luftangriff gehandelt, berichteten israelische Medien später, der Angriff sei mit Marschflugkörpern durchgeführt worden, die von einem U-Boot der Dolphin-Klasse abgefeuert worden seien.
Ein nicht identifizierter Beamter der US-Regierung erklärte am 31. Oktober, israelische Kampfflugzeuge hätten einen syrischen Stützpunkt in der Nähe des Hafens von Latakia angegriffen und Raketen ins Visier genommen, von denen Israel annahm, dass sie an den Feind, die libanesische Hisbollah, weitergegeben werden könnten. Die Beziehungen zwischen der Volksfront für die Befreiung Palästinas (PFLP) und der Islamischen Republik Iran festigten sich, nachdem sich die Hamas aufgrund unterschiedlicher Positionen im syrischen Bürgerkrieg vom Iran abgewandt hatte. Der Iran belohnte die Pro-Assad-Haltung der Volksfront für die Befreiung Palästinas mit einer Aufstockung der finanziellen und militärischen Unterstützung. Abu Ahmad Fouad, ein Mitglied des politischen Büros der PFLP, erklärte, dass die Gruppe Vergeltung an Israel üben könnte, wenn die Vereinigten Staaten Syrien bombardieren würden.
Am 15. Dezember 2013 eröffnete ein libanesischer Scharfschütze das Feuer auf ein israelisches Fahrzeug, das in der Nähe des Grenzgebiets von Rosh Hanikra unterwegs war, und tötete einen Soldaten im Fahrzeug. Einige Stunden später gab das israelische Militär an, zwei libanesische Soldaten erschossen zu haben, nachdem es in derselben Gegend verdächtige Bewegungen beobachtet hatte.

### 2014
Syrische Oppositionsquellen sowie libanesische Quellen berichteten, dass am 26. Jänner 2014 ein weiterer Angriff in Latakia erfolgte. Es wurde von Explosionen in der Stadt berichtet und israelische Flugzeuge wurden über dem Libanon gemeldet. Das Ziel waren angeblich S-300-Raketen. Berichten zufolge flogen israelische Flugzeuge am 24. Februar 2014 zwei Luftangriffe gegen Einrichtungen der Hisbollah im Libanon nahe der Grenze zu Syrien und töteten dabei mehrere Kämpfer. Die Syrische Beobachtungsstelle für Menschenrechte behauptete, der Angriff habe einer Raketenbasis der Hisbollah gegolten.
Am 7. Dezember 2014 bombardierten israelische Kampfjets angeblich Gebiete in der Nähe des internationalen Flughafens von Damaskus und in der Stadt Dimas nahe der Grenze zum Libanon. Ausländischen Berichten zufolge galt der Angriff einem Lager mit modernen S-300-Raketen, die auf dem Weg von Syrien zur Hisbollah im Libanon waren. al-Arabiya berichtete, dass bei den Angriffen zwei Hisbollah-Kämpfer getötet wurden, darunter ein hochrangiger Militärbeamter.

### 2015
Am 18. Jänner 2015 griffen israelische Hubschrauber angeblich einen Konvoi der Hisbollah in dem von Syrien kontrollierten Teil der Golanhöhen an und töteten sechs prominente Hisbollah-Mitglieder und sechs IRGC-Kommandeure, darunter einen General. Am 28. Jänner feuerte die Hisbollah eine Panzerabwehrrakete auf einen israelischen Militärkonvoi in den Shebaa-Farmen ab, wobei zwei Soldaten getötet und sieben verwundet wurden. Israel antwortete mit mindestens 50 Artilleriegranaten, die über die Grenze in den Südlibanon geschossen wurden, wobei ein spanischer UN-Friedenssoldat getötet wurde.
Am 25. April 2015 kam es in der Region Al-Qalamoun in Syrien zu einer Reihe von Angriffen, die der israelischen Luftwaffe zugeschrieben werden und sich gegen Lager und Waffenkonvois der Hisbollah in zwei Brigadebasen richteten, zu denen sich jedoch auch die Al-Nusra-Front bekannte.
Am 29. Juli 2015 wurde Berichten zufolge ein Fahrzeug in einem drusischen Dorf im Südwesten Syriens von israelischen Flugzeugen getroffen und dabei Hisbollah-Männer und ein Pro-Assad-Milizsoldat getötet. Ein zweiter Luftangriff war auf eine Militärbasis an der syrisch-libanesischen Grenze gerichtet, die einer pro-syrischen palästinensischen Gruppierung gehört.
Am 20. und 21. August 2015 soll Israel, nachdem vier Raketen auf den Golanhöhen und in Ober-Galiläa eingeschlagen waren, Luftangriffe in Syrien geflogen haben, bei denen mehrere Kämpfer getötet wurden[34].
Syrischen Medien zufolge griffen israelische Flugzeuge am 31. Oktober 2015 zahlreiche Ziele der Hisbollah im Süden Syriens nahe der Grenze zum Libanon in der Bergregion Qalamoun an. Zu den geschätzten Zielen gehörte ein für die Hisbollah bestimmter Waffenkonvoi.
Am 11. November wurde ein weiterer israelischer Luftangriff in der Nähe des Flughafens von Damaskus gemeldet, der Waffenlager der Hisbollah zum Ziel hatte. Die syrische Opposition meldete am 23. November 2015 einen israelischen Luftangriff im Gebiet Qualamoun an der syrisch-libanesischen Grenze. Diesen Quellen zufolge wurden bei dem Angriff 13 syrische Soldaten und Hisbollah-Kämpfer getötet und Dutzende verwundet, darunter vier schwer. Die Region Qalamoun war ein wichtiger Transitpunkt für Hisbollah-Kämpfer und andere logistische Ausrüstung von und nach Syrien. Syrischen Quellen zufolge griffen israelische Flugzeuge am 28. November erneut Ziele der syrischen Armee und der Hisbollah in der Region um Qalamoun an, wobei es Tote und Verletzte unter den Hisbollah-Kämpfern gab.
Am 19. Dezember 2015 wurden acht Menschen, darunter Samir Kuntar und andere Hisbollah-Kommandeure, bei einer Explosion am Stadtrand von Damaskus getötet. Offiziellen syrischen Quellen zufolge wurde Samir Kuntar durch einen terroristischen Raketenangriff getötet. Am 20. Dezember 2015 bezeichnete der syrische Informationsminister Omran al-Zoubi den Vorfall als eine terroristische Operation, die im Voraus geplant worden sei, und wies darauf hin, dass die syrischen Behörden Untersuchungen durchführten, um herauszufinden, wie es zu der Operation gekommen sei. Die Hisbollah behauptete, das Gebäude sei durch eine Luft-Boden-Rakete zerstört worden, die von israelischen Luftwaffenflugzeugen abgeschossen worden sei. Am 21. Dezember veröffentlichte die Freie Syrische Armee einen Videoclip, in dem sie sich zur Tötung Kuntars bekannte. Der syrischen Opposition nahestehende Quellen berichteten, dass israelische Flugzeuge am 26. Dezember 2015 sieben Stellungen der Hisbollah in der Bergregion Qalamoun angegriffen hätten.

### 2016
Arabische Medien berichteten, dass israelische Jets am 30. November 2016 angeblich ein syrisches Militärgelände in Damaskus und einen Waffenkonvoi der Hisbollah auf der Autobahn Damaskus-Beirut angegriffen hätten.
Am 7. Dezember 2016 beschuldigten Syrien und die Hisbollah Israel, Boden-Boden-Raketen auf den Luftwaffenstützpunkt Mezzeh bei Damaskus abgefeuert zu haben. Ungenannte syrische Quellen erklärten gegenüber der libanesischen Zeitung Elnashra, dass die Angriffe auf die Landebahn und die Kommandozentrale des Flughafens gerichtet waren, während einer anderen ungenannten Quelle zufolge die Angriffe der Operationszentrale der 4. Division des Regimes am Flughafengelände galten. Eine syrische Oppositionsgruppe berichtete, das Ziel sei ein Konvoi mit chemischen Waffen gewesen, der auf dem Weg zur Hisbollah war.

### 2017
Am 12. Jänner 2017 wurden israelische Kampfflugzeuge für den Angriff auf den Luftwaffenstützpunkt Mezzeh im ländlichen Damaskus verantwortlich gemacht. Nach Angaben eines Al-Masdar-Korrespondenten vor Ort handelte es sich bei dem Ziel um ein Munitionsdepot, das eine gewaltige Explosion verursachte, die bis in die syrische Hauptstadt zu hören war.
Am 22. Februar 2017 griffen israelische Kampfjets eine Waffenlieferung der Hisbollah in der Nähe von Damaskus an.
Der Vorfall zwischen Israel und Syrien im März 2017 ereignete sich am 17. März 2017, als mehrere syrische S-200-Raketen in der Nähe einer Militäreinrichtung in Palmyra auf israelische Luftwaffenjets abgefeuert wurden, die angeblich Ziele in Syrien angreifen wollten, und eine Rakete von einem Luftabwehrsystem, wahrscheinlich einer Arrow-Rakete, abgeschossen wurde. Der Staat Israel hat erklärt, dass es sich um Waffenlieferungen handelte, die für die antiisraelischen Kräfte, insbesondere die Hisbollah im Libanon, bestimmt waren. Israel hat die Behauptung Syriens bestritten, dass ein Kampfjet abgeschossen und ein anderer beschädigt wurde. Israel hat nach den Angriffen keine Piloten oder Flugzeuge in Syrien oder anderswo im Nahen Osten als vermisst gemeldet. Auch haben weder Syrien noch die Hisbollah Fotos oder Videos von abgeschossenen israelischen Flugzeugen oder Personen gezeigt. Einigen Quellen zufolge war es das erste Mal, dass israelische Beamte einen israelischen Angriff auf syrisches Territorium während des syrischen Bürgerkriegs bestätigten, obwohl die IDF jeden Kommentar zum Standort der Ziele ablehnte.
Am 27. April 2017 meldete die staatliche syrische Nachrichtenagentur SANA, dass am internationalen Flughafen Damaskus um 3:42 Uhr eine Explosion zu spüren war. Es wurden keine Todesopfer gemeldet. Die Explosion wurde Berichten zufolge in einer Entfernung von 15 Kilometern wahrgenommen. Der israelische Geheimdienstminister Israel Katz schien die Verantwortung für die Explosion zu übernehmen, indem er dem Armee-Radio sagte, dass der Vorfall in Syrien vollständig mit Israels Politik übereinstimmt, die darauf abzielt, den Schmuggel fortschrittlicher Waffen durch den Iran über Syrien an die Hisbollah zu verhindern. Aus zwei Rebellen-Quellen konnte Reuters berichten, dass fünf Angriffe ein Munitionsdepot getroffen haben, das von den vom Iran unterstützten Milizen genutzt wird.
Am 7. September 2017 berichtete der Guardian, dass das syrische Militär in einer Erklärung zum Ausdruck brachte, dass israelische Jets Luftangriffe auf das Syrische Wissenschaftliche Studien- und Forschungszentrum, eine militärische Forschungseinrichtung der syrischen Regierung, durchgeführt hätten, in der sich in der Nähe der Stadt Masyaf, im Gouvernement Hama, chemische Waffen befinden sollen, wobei mindestens zwei Soldaten der syrischen Armee getötet worden seien. Die Raketen wurden aus dem libanesischen Luftraum abgefeuert; die Syrische Beobachtungsstelle für Menschenrechte und andere Quellen identifizierten das Ziel als die al-Talai-Einrichtung; und laut syrischen Oppositionsquellen seien vier israelische Flugzeuge an dem Angriff beteiligt gewesen. Die USA behaupten, das Forschungszentrum habe die Sarin-Gaswaffe entwickelt, die angeblich bei dem chemischen Angriff in Khan Shaykhun eingesetzt wurde; Yaakov Amidror, ein ehemaliger nationaler Sicherheitsberater Israels, sagte: „Seit vielen Jahren ist es eines der syrischen Zentren für Forschung und Entwicklung von Waffensystemen, einschließlich chemischer Waffen ... und Waffen, die an die Hisbollah geliefert wurden.“ Der Direktor des Büros für Terrorismusbekämpfung des israelischen Nationalen Sicherheitsrats forderte 2010 die Zerstörung des Zentrums und behauptete, es habe Waffen an die Hisbollah und die Hamas geliefert. Am 22. September 2017 berichteten einige Quellen, dass israelische Jets drei getrennte Angriffe auf Ziele in der Nähe des internationalen Flughafens von Damaskus flogen, die nach Angaben des SOHR Waffenlagers der Hisbollah trafen.
Am 16. Oktober zerstörten israelische Flugzeuge eine syrische SA-5-Flugabwehrbatterie östlich von Damaskus, nachdem diese eine Rakete auf israelische Flugzeuge abgefeuert hatte, die sich auf einem routinemäßigen Aufklärungsflug im libanesischen Luftraum befanden. Am Morgen des 16. Oktober 2017 griffen israelische Kampfflugzeuge nach Angaben des israelischen Militärs einen syrischen Flugabwehrraketenwerfer der Baath-Partei an, nachdem dieser auf israelische Flugzeuge geschossen hatte, die sich auf einem Aufklärungsflug im libanesischen Luftraum, nahe der syrischen Grenze befanden; ein israelischer Militärsprecher sagte, dies sei das erste Mal seit Beginn des Syrienkriegs, dass israelische Flugzeuge von syrischen Streitkräften beim Überfliegen des Libanon angegriffen worden seien.
Am 1. November 2017 berichteten arabische Medien, israelische Jets hätten angeblich ein Waffendepot in ländlichen Gebieten um Hisya, südlich von Homs, bombardiert. In mehreren Berichten wurde behauptet, die Syrer hätten eine Boden-Luft-Rakete gegen israelische Flugzeuge abgefeuert, diese aber nicht getroffen. Arabische Medien berichteten außerdem von israelischen Angriffen und dem Abschuss von Flugabwehrraketen von iranischen Stützpunkten in der Nähe von Al-Kiswahonam 2. Dezember 2017.
Am frühen Morgen des 2. Dezember 2017 wurde eine Militäranlage in der Nähe von Al-Kiswah südlich von Damaskus mit Raketen angegriffen, die angeblich vom israelischen Militär stammten; zwei der abgeschossenen Boden-Boden-Raketen wurden nach syrischen Medienberichten von der syrischen Luftabwehr abgefangen. Drei Tage nach diesem Vorfall meldete Syrien, dass syrische Luftabwehreinheiten drei israelische Raketen abgeschossen hätten, die auf einen Militärposten in der Nähe von Damaskus abgefeuert worden seien; von israelischer Seite gab es keinen Kommentar zu diesem Vorfall. Ein weiterer Angriff wurde am 7. Dezember gemeldet.

### 2018
Am 7. Februar 2018 meldeten staatliche syrische Medien, dass israelische Kampfflugzeuge vom libanesischen Luftraum aus eine militärische Stellung im Umland von Damaskus angegriffen hätten, wobei die syrische Luftabwehr den Großteil der Raketen zerstört habe. In anderen Berichten hieß es, das Ziel sei das wissenschaftliche Forschungszentrum in Jomraya, westlich von Damaskus, und dieselbe Position sei bereits zweimal von Israel angegriffen worden. Einige Aktivisten behaupten, dass sich in der Stellung Waffendepots der Hisbollah befinden. Im Februar 2018 führte Israel weitere Luftangriffe in Syrien durch, von denen angenommen wurde, dass sie auf Waffentransporte an die Hisbollah abzielten. Daraufhin wurde eine Drohne aus iranischer Produktion über Nordisrael abgeschossen, und eine F-16 der IAF wurde bei Vergeltungsschlägen von der syrischen Flugabwehr abgeschossen. Beide Flugzeugbesatzungen konnten sich mit dem Schleudersitz retten und sicher landen, bevor das Flugzeug in der Nähe des Kibbuz Harduf abstürzte, woraufhin die IAF weitere Angriffe gegen Ziele der syrischen Luftabwehr und iranische Drohnenkontrollanlagen durchführte.
Am 17. März 2018 griff die israelische Luftwaffe ein Ziel in Syrien an. Daraufhin feuerte die syrische Armee mehrere S-200-Raketen auf israelische Jets über den Golanhöhen ab. Israel meldete, dass eine syrische Rakete von einer Arrow-2-Rakete abgeschossen worden sei, während keines seiner Flugzeuge beschädigt worden sei. Israel erklärte, es habe auf Waffentransporte abgezielt, die für anti-israelische Kräfte, insbesondere die Hisbollah, im Libanon bestimmt waren, während die syrische Armee behauptete, dass eine militärische Anlage in der Nähe von Palmyra getroffen worden sei.
Russland und Syrien beschuldigten Israel, am 9. April 2018 einen Luftangriff auf den Luftwaffenstützpunkt Tiyas, auch bekannt als Luftwaffenstützpunkt T-4, außerhalb von Palmyra in Zentralsyrien durchgeführt zu haben. Das russische Verteidigungsministerium erklärte, das ein israelisches Flugzeug acht Raketen aus dem libanesischen Luftraum auf den Stützpunkt abgefeuert habe, von denen fünf von syrischen Luftabwehrsystemen abgefangen worden seien. Nach Angaben der Syrischen Beobachtungsstelle für Menschenrechte wurden mindestens 14 Menschen getötet und weitere verwundet, darunter sieben iranische Soldaten. Am 16. April bestätigte ein ungenannter israelischer Militärbeamter gegenüber der New York Times, dass sein Land die Luftangriffe durchgeführt habe. Am 29. April wurden in der Provinz Hama in Zentralsyrien mindestens 26 regimetreue Kämpfer durch Raketenangriffe getötet. Nach Angaben der iranischen Staatsmedien waren 18 von ihnen Iraner. Die Angriffe trafen auch einen Luftwaffenstützpunkt in der nahe gelegenen Provinz Aleppo, wo Boden-Boden-Raketen gelagert wurden. Angesichts der Art des Ziels ist es wahrscheinlich, dass es sich um einen israelischen Angriff handelte, so das SOHR.
Arabische Medien berichteten, dass am 6. Mai 2018 acht Angehörige der 150. Luftabwehrdivision der syrischen Luftwaffe bei einer mysteriösen Explosion am Morgen auf der Straße Damaskus-Suwayda getötet wurden. Ingenieure und Soldaten des Bataillons, das für den Betrieb des Flugabwehrsystems S-200 verantwortlich war und den Abschuss der israelischen F-16 zwei Monate zuvor durchgeführt hatte, stiegen in ein Transportfahrzeug, als es plötzlich zur Explosion kam. Syrischen Quellen zufolge wurden acht Menschen getötet, und Israel wurde beschuldigt, sie ermordet zu haben. Syrischen Medien zufolge haben israelische Kampfflugzeuge am 8. Mai 2018 mehrere Militärstützpunkte in Syrien angegriffen, in denen es eine bedeutende iranische Präsenz gibt. Die syrische Regierung behauptete, dass zwei israelische Raketen, die auf einen Waffenkonvoi in einem Stützpunkt abzielten, in der Nähe der Industriegebiete von al-Kiswah in der Nähe von Damaskus abgeschossen wurden. Am 10. Mai wurden iranische Elitetruppen auf der von Syrien gehaltenen Seite der Golanhöhen von der IDF beschuldigt, etwa 20 Geschosse auf israelische Armeepositionen abgefeuert zu haben, die keine Schäden oder Verletzungen verursachten. Israel reagierte mit dem „umfangreichsten Angriff in Syrien seit Jahrzehnten“. Nach Angaben des russischen Verteidigungsministeriums waren daran 28 Flugzeuge beteiligt und 70 Raketen wurden abgefeuert. Die Syrische Arabische Armee übernahm jedoch die Verantwortung für den Angriff auf israelische Armeepositionen. Und auch Fares Shehabi, ein Abgeordneter des syrischen Parlaments für Aleppo, bestätigte, dass es die Syrer und nicht die Iraner waren, die als Vergeltung für die israelische Bombardierung Syriens israelische Ziele angriffen. Am 18. Mai kam es zu massiven Explosionen auf dem Militärflughafen von Hama. Sky News Arabia berichtete, dass dies durch gezielte Angriffe auf ein iranisches Langstrecken-Raketenabwehrsystem Bavar-373 verursacht wurde, das im März 2017 in Betrieb genommen wurde. Die Baghdad Post berichtete, dass israelische Jets die IRGC-Stellungen am Flughafen ins Visier genommen haben und dass der Beschuss kurz darauf die Stellungen der irakischen Milizen traf, die sich dort versammelt hatten. Am 24. Mai flogen Kampfflugzeuge aus dem libanesischen Luftraum einen Angriff in der Nähe eines Flughafens in Homs, nachdem zuvor israelische Flugzeuge über dem Libanon gesichtet worden waren. Nach Angaben der syrischen Menschenrechtsorganisation Al-Marsad galt der Angriff einem Stützpunkt der Hisbollah. Bei dem Angriff sollen 21 Menschen getötet worden sein, darunter neun Iraner.
Laut der kuwaitischen Zeitung Al-Jarida hat Israel am 18. Juni 2018 mit Zustimmung sowohl Russlands als auch der Vereinigten Staaten irakische schiitische Militante in Syrien angegriffen und dabei 52 Menschen getötet. Die offizielle syrische Nachrichtenagentur SANA berichtete, dass am 26. Juni zwei israelische Raketen in der Nähe des internationalen Flughafens Damaskus einschlugen.[94] Lokale Aktivisten behaupteten, israelische Kampfflugzeuge hätten ein iranisches Frachtflugzeug angegriffen, das am Flughafen entladen wurde. Die in Großbritannien ansässige Syrische Beobachtungsstelle für Menschenrechte sagte, dass die israelischen Raketen Waffendepots der Hisbollah in der Nähe des Flughafens getroffen hätten und dass die syrischen Luftverteidigungssysteme die israelischen Angriffe nicht verhindern konnten.
Nach Angaben der syrischen Opposition zerstörte ein israelischer Luftangriff am 3. Juli Munitionslager des Assad-Regimes und der Pro-Assad-Milizen im Gouvernement Darʿā im Süden Syriens. Das syrische Staatsfernsehen berichtete am 8. Juli, dass israelische Flugzeuge den Luftwaffenstützpunkt T-4 in der Nähe von Homs angriffen und syrische Luftabwehrsysteme zahlreiche ankommende Raketen abfeuerten. Während die staatlichen syrischen Medien keine Opfer meldeten, gab die syrische Opposition an, dass bei den Angriffen neun Menschen getötet worden seien. Al Jazeera berichtete unter Berufung auf arabische Medien, dass zwischen vier und sechs Raketen in der Basis und ihrer Umgebung eingeschlagen seien. Am 11. Juli 2018, nachdem eine israelische Patriot-Rakete eine syrische Aufklärungsdrohne abgefangen hatte, die in den Norden Israels eingedrungen war, griff Israel drei syrische Militärposten in der Region Quneitra an. Syrische Medien berichteten, dass Israel am 15. Juli den Militärflughafen Nayrab außerhalb von Aleppo angegriffen hat. Al-Nayrab wurde in der Vergangenheit mit iranischen Kräften in Verbindung gebracht. Am 22. Juli meldete das syrische Staatsfernsehen, dass ein israelischer Luftangriff eine Militäreinrichtung in der Stadt Misyaf in der Provinz Hama getroffen habe, wobei nur Sachschaden entstanden sei. Einer Geheimdienstquelle zufolge befand sich in der Nähe der Stadt ein militärisches Forschungszentrum für die Herstellung chemischer Waffen. Am 24. Juli fingen die Israelischen Verteidigungsstreitkräfte (IDF) einen syrischen Suchoi-Kampfjet ab, der nach eigenen Angaben etwa eine Meile in den israelischen Luftraum eingedrungen war. Die IDF schossen das Flugzeug mit zwei Patriot-Raketen ab.
Am 2. September 2018 wurden große Explosionen auf einem syrischen Luftwaffenstützpunkt in der Nähe von Damaskus gemeldet, die von einigen auf israelische Kampfflugzeuge zurückgeführt wurden. Syrien bestritt jedoch, dass ein Angriff stattgefunden habe, und erklärte, die Explosionen seien durch eine Explosion in einem Munitionslager verursacht worden, die durch eine elektrische Fehlfunktion ausgelöst worden sei. Israel gab keine Erklärung zu diesem Vorfall ab. Syrische Staatsmedien berichteten, dass israelische Flugzeuge am 4. September 2018 iranische Stellungen in der Stadt Hama angegriffen hätten, wobei mindestens eine Person getötet und zwölf weitere verletzt worden seien. Einer Militärquelle zufolge fing die syrische Luftabwehr mehrere Raketen über der nahe gelegenen Stadt Wadi al-Uyun ab. Weitere Angriffe wurden auch aus Baniyas gemeldet. Israel gab bekannt, dass seine Streitkräfte in den vergangenen anderthalb Jahren mehr als 200 Luftangriffe auf iranische Ziele in Syrien geflogen und über 800 Raketen und Mörsergranaten abgefeuert haben, was zu einer Unterbrechung des iranischen Waffenschmuggels und zur Evakuierung mehrerer iranischer Stützpunkte in Syrien führte. Israel soll am 15. September den Flughafen von Damaskus angegriffen und dabei ein Waffendepot mit neu eingetroffenen Waffen für die Hisbollah oder das iranische Militär zerstört haben. Syrische Staatsmedien behaupteten, israelische Raketen seien abgefangen worden. Am 17. September führte die israelische Luftwaffe Raketenangriffe auf eine Waffenanlage in der Nähe von Latakia durch. Die IDF bestätigten die Luftangriffe am folgenden Tag. Die Nachrichtenagentur SANA meldete, dass zehn Menschen verletzt worden seien. Nach Angaben der Syrischen Beobachtungsstelle für Menschenrechte wurden im vergangenen Monat 113 iranische Soldaten durch israelische Angriffe in Syrien getötet. Während oder innerhalb von 40 Minuten nach den Angriffen wurde ein Il-20 ELINT-Aufklärungsflugzeug mit 15 russischen Soldaten an Bord, das auf dem russischen Luftwaffenstützpunkt Khmeimim landen wollte, von syrischen Luftabwehrsystemen, die auf das israelische Flugzeug zielen wollten, abgeschossen. Der russische Verteidigungsminister Sergej Schoigu machte das israelische Militär für den Unfall verantwortlich, da das russische Militär nach Angaben des Ministeriums nur eine Minute vor den bevorstehenden Raketenangriffen Israels gewarnt worden war und die vier israelischen F-16-Jets, die die Angriffe durchführten, das russische Flugzeug absichtlich als Deckung nutzten, um sich ihren Zielen am Boden zu nähern, ohne von syrischem Feuer getroffen zu werden. Am 20. September präsentierte eine israelische Delegation unter der Leitung des Kommandeurs der israelischen Luftstreitkräfte Amikam Norkin in Moskau dem russischen Luftwaffenkommando die israelische Untersuchung über die Bombardierung eines fortgeschrittenen Waffentransferzentrums der iranischen Hisbollah und den damit verbundenen Verlust der IL-20. Die IDF erklärten, ihre Flugzeuge seien bereits in Israel gelandet, als syrische Flugabwehrraketen die russische IL-20 abgeschossen hätten.
Angeblicher israelischer Luftangriff in Damaskus im Dezember, der auf die Hisbollah und Waffen abzielte. Israelische Luftabwehr, wahrscheinlich Pfeilraketen, wurden von Hadera aus auf eine syrische Boden-Luft-Rakete abgefeuert.

### 2019
Die IDF gaben an, dass sie allein von Jänner 2017 bis September 2018 202 iranische Ziele bombardiert haben, wobei sie über 800 Bomben und Raketen einsetzten, also durchschnittlich jeden dritten Tag einen Angriff flogen. Bei den 202 Zielen handelte es sich größtenteils um Lieferungen moderner Waffen sowie um Militärbasen und Infrastrukturen, die von der IRGC und ihren Stellvertreter-Milizen genutzt wurden, was die IDF-Beamten nach eigenen Angaben dazu veranlasste, einige iranische Stellungen aufzugeben. Die Syrische Beobachtungsstelle für Menschenrechte berichtete, dass israelische Flugzeuge am 12. Januar 2019 Raketendepots der Hisbollah in der Region al-Kiswah und den internationalen Flughafen von Damaskus angegriffen haben. Der israelische Ministerpräsident Netanjahu sagte: Erst in den letzten 36 Stunden hat die Luftwaffe Ziele in Syrien angegriffen, und wir haben bewiesen, dass wir die Ansiedlung des Iran in Syrien stoppen werden. Die Angriffe zerstörten ein Gebäude und eine Radaranlage am Flughafen sowie eine Radaranlage in der Umgebung von Suwayda und beschädigten ein mutmaßliches iranisches Ziel in einem syrischen Militärstützpunkt in der Nähe von Jomraya. Lokale syrische Medien und syrische Oppositionsquellen berichteten, dass am 20. Jänner 2019 israelische Raketen auf den internationalen Flughafen Damaskus und die Stadt al-Kiswah abgefeuert wurden. Das syrische Militär behauptete, neun Raketen seien von seiner Luftabwehr abgefangen worden. Die israelischen Streitkräfte berichteten, dass das Iron-Dome-System ein ankommendes Geschoss aus Syrien abfing, das auf die nördlichen Golanhöhen zusteuerte. Israel schlug zurück, indem es iranische Ziele in der Nähe von Damaskus und syrische Luftabwehrbatterien angriff, die auf die angreifenden israelischen Jets schossen. Die Syrische Beobachtungsstelle für Menschenrechte gab an, dass bei den Angriffen 21 Menschen starben, darunter 12 iranische Kämpfer. Am 23. Jänner sagte die Sprecherin des russischen Außenministeriums, Maria Sacharowa, dass Israel seine „willkürlichen“ Luftangriffe auf Syrien einstellen müsse. Der Gesandte Syriens bei den Vereinten Nationen, Bashar Jaafari, stellte syrische Vergeltungsangriffe auf den Flughafen von Tel Aviv in Aussicht. Die Syrische Beobachtungsstelle für Menschenrechte berichtete, dass israelische Flugzeuge am 12. Januar 2019 Raketendepots der Hisbollah in der Gegend von al-Kiwasch und den internationalen Flughafen von Damaskus angegriffen haben. Der israelische Premierminister Benjamin Netanjahu sagte: Erst in den letzten 36 Stunden hat die Luftwaffe Ziele in Syrien angegriffen, und wir haben bewiesen, dass wir die Ansiedlung des Iran in Syrien stoppen werden.
Am 27. Mai zerstört ein israelisches Flugzeug eine syrische Flugabwehrbatterie, wobei 2 Soldaten (darunter ein Offizier) getötet werden.
Am 3. Juni meldeten staatliche syrische Medien, dass Israel den Militärflugplatz Tiyas in der Nähe der nördlichen Stadt Homs angegriffen und dabei 1 bis 5 Soldaten getötet habe. Unabhängige Analysen von Satellitenbildern zeigten, dass die Angriffe auf ein bestimmtes, kürzlich aus dem Iran eingetroffenes Waffenlager, möglicherweise Drohnen, gerichtet waren. Am 1. Juli griff Israel mehrere iranische und syrische Militärziele außerhalb von Damaskus und Homs an und tötete 16 Menschen (darunter 9 ausländische Milizionäre), es gab 21 Verwundete. Eine verirrte syrische S-200-Rakete, die als Reaktion auf die israelischen Angriffe abgefeuert wurde, stürzte ab und explodierte auf einem Berg in der Nähe von Vouno in Nordzypern, 20 km nordöstlich von Nikosia, wobei es keine Verletzten gab, aber ein Feuer ausgelöst wurde. Am 23. Juli schlugen israelische Raketen auf militärische Stellungen und Geheimdiensteinrichtungen des Iran und der vom Iran kontrollierten Milizen ein und töteten sechs iranische Soldaten und drei Milizsoldaten.
Am 24. August führten die Israelischen Verteidigungsstreitkräfte (IDF) Angriffe auf Ziele in der Nähe von Damaskus durch und begründeten dies mit einem erfolgreichen Versuch, einen iranischen Drohnenangriff auf Israel zu verhindert zu haben.
Am 9. September griffen israelische Flugzeuge ein Waffendepot an, das einer pro-iranischen irakischen Miliz gehörte, töteten 21 Milizsoldaten und zerstörten die Einrichtung. Am 17. September griffen israelische Flugzeuge ein weiteres Waffendepot an, das pro-iranischen irakischen Milizen gehörte, und töteten weitere 10 Soldaten. Am 12. November versuchte Israel erfolglos, Akram al-Ajouri, einen hochrangigen Kommandeur des vom Iran unterstützten Palästinensischen Islamischen Dschihad (PIJ), zu töten. Bei dem Luftangriff wurden jedoch sein Sohn und sein Leibwächter getötet.
Nachdem vier Raketen auf den israelisch kontrollierten Golan abgefeuert und abgefangen worden waren, griffen israelische Flugzeuge am 19. November syrische und iranische Ziele in Syrien an, darunter fortschrittliche Luftabwehrsysteme, Boden-Luft-Raketen, Aufklärungsstandorte und Lagerhäuser, das Nationale Verteidigungsgebäude am internationalen Flughafen von Damaskus, in dem das Hauptquartier der Quds-Truppen untergebracht ist, und andere Militärstellungen. Nach Angaben der in Großbritannien ansässigen Syrischen Beobachtungsstelle für Menschenrechte (SOHR) wurden dabei 23 Menschen getötet, darunter sechzehn Ausländer (höchstwahrscheinlich Iraner).

### 2020
Am 9. und 10. Jänner töteten nicht identifizierte, wahrscheinlich israelische Flugzeuge acht Kämpfer der pro-iranischen irakischen Milizen, der Imam-Ali-Brigaden, indem sie deren Waffendepots sowie weitere Lastwagen mit einer Waffenlieferung an die libanesische Hisbollah in der Nähe von Al-Bukamal und Al-Qitaa ins Visier nahmen.
Am 6. Februar feuern israelische Kampfflugzeuge Raketen in der Nähe von Damaskus, Syrien, ab. Ein Kriegsbeobachter der Pro-Opposition sagte, dass Stellungen der Armee und vom Iran unterstützte Milizen angegriffen wurden und 15 Kämpfer, darunter fünf Syrer und mindestens drei Iraner, getötet wurden. Syrien erklärte, acht Kämpfer seien verwundet worden, und Israel beabsichtige, die bewaffneten terroristischen Organisationen zu retten, die in Idlib und im westlichen Gouvernement Aleppo vor den Schlägen der syrischen Armee zusammengebrochen sind. Am 13. Februar zielten israelische Raketen auf iranische Lagerhäuser zwischen dem internationalen Flughafen Damaskus und dem Viertel Sayyidah Zaynab. Bei israelischen Angriffen auf den Flughafen Damaskus wurden sieben Kämpfer getötet. Rami Abdel Rahman, der Direktor der in Großbritannien ansässigen Beobachtungsstelle, sagte, bei den Toten handele es sich um drei syrische Soldaten und vier Mitglieder der iranischen Revolutionsgarde. Am 24. Februar töteten israelische Kampfflugzeuge in der Nähe des internationalen Flughafens von Damaskus sechs Menschen, darunter vom Iran unterstützte Kämpfer und zwei Mitglieder des palästinensischen Islamischen Dschihad. Am 27. Februar töteten israelische Kampfflugzeuge im Gouvernement Quneitra einen syrischen Polizisten, von dem man zunächst annahm, dass er mit der Hisbollah in Verbindung stand.
Am 5. März wurden bei israelischen Luftangriffen die Militärflugplätze Al-Qusayr und Shayrat, das Hauptquartier der Hisbollah in der Nähe der Raffinerie Homs und Tulul al-Humur im Gouvernement Quneitra angegriffen, wobei ein syrischer Soldat getötet und weitere verletzt wurden. Am 7. März wurde berichtet, dass ein Kommandeur der IRGC, Farhad Dabirian, einen Tag zuvor im Viertel Sayyidah Zaynab in Damaskus getötet worden war, ohne dass Einzelheiten zu den Umständen seines Todes genannt wurden. Dabirian war für die Operationen gegen den Islamischen Staat in Palmyra verantwortlich. Am 11. März griffen drei Kampfflugzeuge das Gebiet al-Hassian in der Nähe der syrischen Stadt Al-Bukamal an, wobei 26 Mitglieder der irakischen Volksmobilisierung getötet wurden. Die US-geführte Koalition bestritt jedoch, diese Luftangriffe in Syrien durchgeführt zu haben. Am 31. März behaupteten syrische Medien, israelische Flugzeuge hätten den Luftwaffenstützpunkt Shayrat mit mindestens acht Raketen aus dem libanesischen Luftraum beschossen.
Am 20. April erklärten die syrischen Behörden, sie hätten israelische Luftangriffe abgefangen, die aus dem libanesischen Luftraum abgefeuert wurden, bei denen neun vom Iran unterstützte Kämpfer in Palmyra getötet wurden. Am 27. April wurden bei israelischen Luftangriffen, die vom libanesischen Luftraum aus auf iranische Streitkräfte in al-Hujaira und al-Adliya südlich von Damaskus abgefeuert wurden, vier Kämpfer und drei Zivilisten getötet. Das syrische Militär gab an, die meisten der Raketen abgeschossen zu haben. Am 30. April feuerten israelische Hubschrauber fünf Raketen von den Golanhöhen aus über die südliche syrische Grenze ab, auf Tall al Ahmar al Gharbi in der Region Quneitra und auch in der Nähe von Maaraba, Daraa.
Am 5. Mai wurden 14 iranische und irakische Milizionäre bei israelischen Luftangriffen auf Stellungen der iranischen Streitkräfte und der vom Iran unterstützten Milizen in den Wüsten von Al-Quriyah, Al-Salihiyah und Al-Mayadin im Osten von Deir Ezzor getötet, nachdem sie Waffen- und Munitionsdepots im Gebiet As-Safira südöstlich von Aleppo angegriffen hatten. Am 15. Mai wurde bekannt, dass ein iranischer Kommandeur, Abu al-Fadl Sarlak, in Khanasir getötet wurde, wahrscheinlich bei israelischen Luftangriffen in der Nähe von Aleppo. Am 16. Mai meldete Beob, dass sieben von Iranern unterstützte Milizen durch nicht identifizierte Kampfflugzeuge getötet wurden, die ihre Militärbasis in Mueayzila bei Al-Bukamal angriffen.
Am 4. Juni griffen israelische Kampfflugzeuge Verteidigungsanlagen der IRGC in der Nähe von Masyaf an, wobei nach Angaben des SOHR neun Kämpfer getötet wurden. Am 6. Juni zielten acht Luftangriffe nicht identifizierter Flugzeuge auf einen Stützpunkt pro-iranischer Kräfte im ländlichen Deir Ezzor, wobei 12 irakische und afghanische Kämpfer getötet und ihre Ausrüstung und Munition zerstört wurden, so das SOHR. Am 24. Juni nach Mitternacht zielten israelische Luftangriffe auf Munitionsdepots in Sabburah, Salamiyah, Aqarib und Ithriya im Gouvernement Hama,[170] außerdem auf Kabbajb im Gouvernement Deir Ezzor, Al-Sukhna im Gouvernement Homs und militärische Einrichtungen in Tel el-Sahn und Salkhad im Gouvernement Al-Suwayda. Bei den Luftangriffen wurden mindestens sieben Soldaten getötet und weitere verletzt. Am 27. Juni töteten nicht identifizierte Kampfflugzeuge nach Angaben des SOHR mindestens sechs pro-iranische Kämpfer, darunter vier Syrer, als sie deren Einrichtungen in der Nähe von Al-Abbas im Gouvernement Deir Ezzor angriffen. Die Luftangriffe erfolgten wenige Stunden, nachdem der iranische Quds-Force-Kommandeur Esmail Ghaani seine Truppen in Al-Bukamal besucht hatte.
Am 11. Juli wurden nach Angaben der Agentur Anadolu mindestens 35 vom Iran unterstützte Kämpfer, darunter der IRGC-Offizier Ibrahim Asmi, von nicht identifizierten Kampfflugzeugen im Gouvernement Deir Ezzor nahe der irakischen Grenze getötet. Am 20. Juli wurden in der Nähe von Damaskus militärische Einrichtungen, die mit syrischen Regimekräften und iranischen Milizen in Verbindung stehen, von angeblichen israelischen Luftangriffen getroffen. Die syrische Luftabwehr antwortete auch auf israelische Raketen in As-Suwayda, Izraa und Quneitra im Süden Syriens. Nach Angaben einer in Großbritannien ansässigen Beobachtergruppe wurden bei den Angriffen fünf vom Iran unterstützte Kämpfer getötet, darunter das Hisbollah-Mitglied Ali Kamel Mohsen aus dem Südlibanon, der in der Nähe des Flughafens von Damaskus ums Leben kam. Bis zum 26. Juli erhöhte sich die Zahl der Toten auf acht pro-iranische Kämpfer nicht-syrischer Nationalität.
Nachdem am 3. August vier Angreifer von israelischen Streitkräften getötet worden waren, als sie am Vortag improvisierten Sprengstoff am Grenzzaun im südlichen Golan deponiert hatten, griffen israelische Flugzeuge und Hubschrauber Ziele in Syrien an, darunter Beobachtungsposten, Einrichtungen für die Erfassung von Informationen, Flugabwehrwaffen sowie Kontroll- und Kommando Einrichtungen in Militärstützpunkten. Israelische Luftangriffe trafen zwischen 5:00 und 9:00 Uhr morgens Stellungen der iranischen Streitkräfte und der vom Iran unterstützten Milizen auf dem Militärstützpunkt Imam Ali, töteten 15 Kämpfer und zerstörten Militärstellungen, Stützpunkte und Waffenlager. Am 31. August wurden bei israelischen Raketenangriffen im Süden Syriens elf Menschen getötet, darunter drei syrische Soldaten, sieben pro-iranische Kämpfer und ein Zivilist.
Am 3. September wurden 16 vom Iran unterstützte Kämpfer bei mutmaßlichen israelischen Luftangriffen getötet. Bei den Getöteten handelte es sich um irakische paramilitärische Kämpfer, die dem Iran gegenüber loyal sind, von denen sieben außerhalb der Stadt Mayadeen getötet wurden, so Rami Abdul Rahman, Leiter der in Großbritannien ansässigen Syrischen Beobachtungsstelle für Menschenrechte. Die anderen neun wurden bei Angriffen südlich der Stadt Abu Kamal an der irakischen Grenze im Osten getötet. Am 11. September meldeten syrische Medien, dass die Luftabwehr einen israelischen Angriff auf das Raketenlager in Al-Safirah[186] außerhalb von Aleppo vereitelt habe, bei dem nach Angaben der Syrischen Beobachtungsstelle für Menschenrechte sieben Kämpfer der irakischen Hisbollah ums Leben gekommen seien. Am 14. September wurden mindestens 10 pro-iranische Milizionäre bei Luftangriffen getötet, die vermutlich von Israel im Osten Syriens durchgeführt wurden, wie ein Beobachter berichtete.
Am 21. Oktober wurden drei vom Iran unterstützte paramilitärische Kämpfer bei einem israelischen Luftangriff in der Nacht auf die südliche syrische Provinz Quneitra getötet, so ein Kriegsbeobachter. Die drei gehörten dem syrischen Widerstand zur Befreiung des Golan an, einer Gruppe, die mit der libanesischen Hisbollah-Bewegung verbunden ist, sagte Rami Abdul Rahman, Leiter der in Großbritannien ansässigen Syrischen Beobachtungsstelle für Menschenrechte.
Am 18. November wurden bei einem israelischen Luftangriff in der Nacht in Syrien 10 Menschen getötet, darunter auch iranische Staatsangehörige. Unter den Opfern befanden sich drei syrische Offiziere und Mitglieder der Luftverteidigungskräfte, fünf Milizsoldaten des Al-Quds-Korps, bei denen es sich vermutlich um iranische Staatsangehörige handelte, und zwei weitere Milizsoldaten, von denen jedoch noch nicht bekannt ist, ob sie Libanesen oder Iraker waren. [191][192] Die Israelis behaupteten jedoch, dass die Luftangriffe, die auf Luftabwehrstellungen in der Nähe des Flughafens von Damaskus und auf Munitionsdepots in der Nähe von Saida Zaineb und al-Kiswah abzielten, erfolgten, nachdem sie drei Claymore-Anti-Personen-Ladungen auf den Golanhöhen gefunden hatten.[193]
Am 22. November wurden 14 pro-iranische Milizionäre afghanischer und irakischer Nationalität beim Beschuss durch vermutlich israelische Flugzeuge in der Gegend von Al-Bukamal getötet, die Stellungen dieser Milizen in diesem Gebiet angriffen. Auch zwei Stellungen und Fahrzeuge wurden bei dem Angriff zerstört.
Die Syrische Beobachtungsstelle für Menschenrechte dokumentierte die Tötung von acht pro-iranischen Milizen der libanesischen Hisbollah nicht-syrischer Nationalität infolge des israelischen Beschusses von Jabal al-Mani im Süden von Damaskus kurz vor Mitternacht[195]. Am 26. November wurden bei Luftangriffen, die wahrscheinlich von Israel durchgeführt wurden, mindestens 19 pro-iranische Milizionäre im kriegsgebeutelten Osten Syriens getötet, so ein Kriegsbeobachter am Donnerstag. Ungenannten irakischen Quellen zufolge sollen am 28. oder 29. November bei einem Luftangriff ein IRGC-Kommandeur und drei weitere Personen getötet worden sein, als ihr Fahrzeug Waffen über die irakisch-syrische Grenze transportierte. Der Iran dementierte jedoch diese Berichte. „Wir haben keinen diesbezüglichen Bericht erhalten, und es scheint sich eher um Medienpropaganda zu handeln“, sagte Saeed Khatibzadeh, der Sprecher des iranischen Außenministeriums, nach Angaben der halbamtlichen iranischen Nachrichtenagentur Mehr.
Am 25. Dezember griffen israelische Kampfflugzeuge pro-iranische Waffeneinrichtungen in der Region Masyaf an, nachdem sie im Tiefflug Teile des Libanon überflogen hatten. Bei israelischen Luftangriffen in Syrien wurden in der Nacht mindestens sechs Kämpfer der pro-iranischen Milizen in der westlichen Provinz Hama getötet, so eine Kriegsbeobachtungsgruppe am Freitag. Am 30. Dezember wurden bei einem israelischen Angriff auf eine Militärstellung im Umland von Damaskus in der Nähe des Zabadani-Tals ein syrischer Soldat getötet und mehrere andere verwundet, berichtet die staatliche Nachrichtenagentur SANA unter Berufung auf eine militärische Quelle.

### 2021
Am 7. Jänner griff die israelische Luftwaffe die Waffendepots der pro-iranischen Streitkräfte in der Region Al-Kiswa an sowie das Radarsystem-Bataillon westlich des Dorfes Al-Dour im Gouvernement Suwayda. Bei den Angriffen wurden drei vom Iran unterstützte Kämpfer getötet.  Am 12. und 13. Jänner wurden bei mindestens 10 Luftangriffen auf die Berge um die Stadt Deir ez-Zor, 26 Menschen getötet, 14 syrische Soldaten und 12 vom Iran unterstützte Milizionäre. Bei sechs Luftangriffen wurden Waffenlager und Munitionsdepots in der Wüste Al-Bokamal getroffen und töteten 16 irakische Milizionäre. Zwei Luftangriffe zielten auf Lagerhäuser in der Al-Mayadeen-Wüste und töteten 15 ausländische Milizionäre. Insgesamt wurden bei 18 Luftangriffen im Gouvernement Deir ez-Zor 57 Menschen getötet, was die höchste Zahl von Todesopfern seit Beginn der israelischen Angriffe auf Syrien war. Am 22. Jänner führte die israelische Luftwaffe in der Nähe der Stadt Hama einen Angriff durch, bei dem eine vierköpfige Familie, darunter zwei Kinder, getötet wurde.  
Am 3. Februar startete die israelische Luftwaffe einen Angriff auf Stellungen der Hisbollah im Gouvernement Quneitra und andere Orte in der Nähe des internationalen Flughafens von Damaskus. Am 11. Februar griffen nicht identifizierte Drohnen eine Waffenlieferung an einem illegalen Militärübergang in der Nähe von Al-Bukamal im östlichen Gouvernement Deir ez-Zor an. Am 15. Februar trafen israelische Luftangriffe Stellungen und Lagerhäuser westlich und südwestlich der Hauptstadt Damaskus im Bereich des internationalen Flughafens von Damaskus sowie Al-Kiswah und das Hauptquartier der 4. Panzerdivision der syrischen Armee. Neun pro-iranische Milizionäre wurden bei den Luftangriffen getötet. Die Toten waren alle nicht-syrischer und nicht-arabischer Nationalität, und es ist nicht bekannt, ob es sich um Afghanen, Pakistaner oder Iraner handelte, da solche Milizen hauptsächlich in der Gegend nahe der libanesischen Grenze stationiert sind. Am 28. Februar wurden mit dem Iran in Verbindung stehende Einrichtungen in der Umgebung von Damaskus angegriffen, wobei hebräische Medien eine Reaktion auf einen iranischen Angriff auf ein israelisches Schiff im Golf von Oman in der Vorwoche vermuten.  
Am 11. März berichtete das Wall Street Journal, dass Israel in den letzten zwei Jahren Waffen, einschließlich Seeminen, eingesetzt hätte, um ein Dutzend iranischer Schiffe anzugreifen, die Öl oder Waffen nach Syrien transportierten.  Am 16. März behauptete eine syrische Militärquelle, dass Israel iranische Waffenlieferungen in der Nähe von Damaskus angegriffen hätte.
Am 22. April feuerte Syrien eine Boden-Luft-Rakete vom Typ SA-5 als Reaktion auf einen angeblich israelischen Luftangriff in der Nähe von Damaskus ab. Die Rakete landete Berichten zufolge in der Nähe des israelischen Atomreaktors in Dimona, nachdem Israel die Rakete nicht abfangen konnte. Israel reagierte mit einem Angriff auf eine Reihe syrischer Raketenwerfer, darunter auch den, der das Projektil abfeuerte.  
Am 4. Mai griffen israelische Flugzeuge Ziele in Nordsyrien an, wobei ein Mensch getötet und sechs verwundet wurden.  Am 5. Mai griffen israelische Streitkräfte Außenposten der Hisbollah in der Nähe von Quneitra an der syrischen Waffenstillstandslinie auf den Golanhöhen an.  
Am 8. Juni fanden israelische Luftangriffe in Süd- und Zentralsyrien statt, die Schäden verursachten.  
Am 19. Juli fingen russische Flugabwehrsysteme in Syrien eine Reihe von Raketen ab, die von israelischen Kampfflugzeugen südöstlich von Aleppo abgefeuert wurden. Berichten zufolge wurden bei den Angriffen hochrangige iranische IRGC- und Hisbollah-Kämpfer getötet. Am 20. Juli fanden israelische Luftangriffe südlich von Aleppo statt. Syrische Luftabwehrsysteme wurden als Reaktion darauf aktiviert. Syrische Medien behaupteten, eine Fabrik und ein Forschungszentrum seien ins Visier genommen worden.  Am 22. Juli fing die syrische Luftabwehr israelische Raketen in der Gegend von al Qusair in Homs ab. Syrische Staatsmedien berichteten von einigen Sachschäden, aber keinen Todesopfern.  
Am 17. August berichteten syrische Medien, dass zwei israelische Raketen auf die Stadt Hader im nördlichen Umland von Quneitra abgefeuert wurden, die auf der von Syrien kontrollierten Seite der Golanhöhen liegt. Die in Großbritannien ansässige syrische Beobachtungsstelle für Menschenrechte sagte, die Angriffe zielten auf ein Gebiet ab, in dem vom Iran unterstützte Kämpfer stationiert sind. Am 19. August feuerte die syrische Luftabwehr über zehn Flugabwehrraketen auf israelische Jets ab, die auf Stellungen der vom Iran unterstützten Milizen in den Qalamun-Bergen nahe der Hauptstadt Damaskus abzielten. Die Abwehrraketen fielen auf Wohngebiete in der Stadt Qara und töteten dabei vier syrische Zivilisten. Berichten zufolge wurden drei weitere Personen ebenfalls verletzt.
Am 3. September führten israelische Flugzeuge Angriffe auf Waffenentwicklungszentren in der Nähe von Damaskus durch, die von Iran-unterstützten Milizen genutzt wurden. Eine syrische Luftabwehrrakete, die auf das Flugzeug abgefeuert wurde, überquerte den israelischen Himmel, bevor sie über dem Mittelmeer vor der Küste Zentralisraels explodierte, ohne Personen- oder Sachschäden zu verursachen.  Am 27. September wurde ein vom Iran geförderter Stützpunkt in Ostsyrien von nicht identifizierten Flugzeugen angegriffen.  Am 27. September wurde ein vom Iran geförderter Stützpunkt in Ostsyrien von nicht identifizierten Flugzeugen angegriffen.
Am 8. Oktober zielte ein israelischer Luftangriff auf ein Drohnendepot auf einem T-4-Stützpunkt in Zentralsyrien, wobei zwei ausländische Kämpfer getötet und weitere verletzt wurden. Am 13. Oktober zielte ein israelischer Luftangriff auf einen Sende-Turm und andere Orte in der Nähe von Palmyra in Zentralsyrien. Mindestens ein syrischer Soldat wurde getötet und drei verwundet. Iranische Milizen warnten vor einer harten Reaktion. Die Syrische Beobachtungsstelle für Menschenrechte berichtete, dass neun regierungstreue Kämpfer bei dem Angriff getötet wurden, vier von ihnen Syrer und fünf mit ungeklärter Nationalität.  Am 16. Oktober berichteten syrische Medien, dass ein israelischer Scharfschütze den syrischen Abgeordneten Midhat as-Saleh in der Stadt Ain al-Tinah erschossen hätte. Es wurde angenommen, dass As-Saleh, der zuvor zwölf Jahre lang in Israel wegen sicherheitsrelevanter Vergehen inhaftiert war, mit dem Iran zusammenarbeitete, um eine Front gegen Israel an der Waffenstillstandslinie auf den Golan-Höhen zu errichten.  Am 20. Oktober wurde der Stützpunkt Al-Tanf in Südsyrien von fünf iranischen Selbstmorddrohnen angegriffen als Vergeltung für israelische Luftangriffe. Es wurden keine Opfer gemeldet. Am 25. Oktober griffen israelische Hubschrauber drei Ziele der Hisbollah am Stadtrand von Madinat al-Baath und anderen Orten in Südsyrien an und verursachten Sachschäden, aber keine Todesopfer. Syrischen Medien zufolge handelte es sich bei zwei der Standorte um Beobachtungsposten, die von der Hisbollah genutzt wurden, während das dritte Ziel ein Standort neben einer syrischen Militäreinrichtung war, von der Israel behauptet, sie kooperiere mit der Hisbollah. Am 30. Oktober wurden Berichten zufolge fünf Menschen bei einem seltenen israelischen Angriff am Tage außerhalb von Damaskus getötet, so die Syrische Beobachtungsstelle für Menschenrechte. Der Angriff wurde mit Boden-Boden-Raketen durchgeführt und zielte auf eine für die Hisbollah bestimmte Waffenlieferung, die auf dem Weg in den Libanon war.  
Am 3. November berichteten syrische Medien über einen israelischen Luftangriff auf einen Militärposten in der Stadt Zakiyah im westlichen Umland von Damaskus.  Am 8. November führten israelische Streitkräfte Angriffe in der Nähe von Homs und Tartus in Westsyrien durch. Syrische Medien berichteten von Verwundungen von zwei syrischen Soldaten und Sachschäden. Die Syrische Beobachtungsstelle für Menschenrechte identifizierte die Ziele als vom Iran kontrollierte Waffenlager. Am 10. November führte eine nicht identifizierte Drohne Angriffe auf vom Iran unterstützte Milizen in der Region Bukamal in Ostsyrien nahe der Grenze zum Irak durch und zerstörte Waffendepots. Es war nicht klar, ob der Angriff von amerikanisch geführten Koalitionstruppen oder von Israel durchgeführt wurde.  Am 17. November feuerten israelische Streitkräfte zwei Raketen von den Golanhöhen auf ein leerstehendes Lagerhaus in der Nähe von Damaskus ab. Es wurden keine Verletzten gemeldet. Am 24. November griff Israel einen Ort in Homs in Zentralsyrien an, tötete zwei Zivilisten und verletzte einen Zivilisten und sechs Soldaten.  
Am 6. Dezember zielte ein israelischer Angriff laut syrischen Medien auf ein Containerlager im Hafen von Latakia. Eine Reihe von Schiffscontainern geriet in Brand, aber es wurden keine Opfer gemeldet. Am 16. Dezember bombardierten israelische Jets Gebiete in Südsyrien, töteten einen Soldaten und verursachten Schäden an nicht näher bezeichneten Orten.  Am 28. Dezember beschoss die israelische Luftwaffe erneut den Hafen von Latakia und verursachte massive Schäden an Containern in der Region.  

### 2022
Die Syrische Beobachtungsstelle für Menschenrechte dokumentierte 32 israelische Luft- und Bodenraketenangriffe, bei denen Israel im Jahr 2022 mehrere Stellungen in Syrien ins Visier nahm und fast 91 Ziele zerstörte, darunter Gebäude, Lagerhäuser, Hauptquartiere, Zentren und Fahrzeuge. Bei diesen Angriffen wurden ein Zivilist und 89 Kämpfer getötet und 121 weitere verletzt.  
Am 31. Januar führte Israel Luftangriffe in der Nähe von Damaskus durch und verursachte Sachschäden.  
Am 8. Februar ertönten Raketensirenen in und um Umm al-Fahm im Norden Israels nach einem angeblichen israelischen Luftangriff in der Nähe von Damaskus. Die IDF bestätigte, dass eine aus Syrien abgefeuerte Flugabwehrrakete in der Luft explodierte und die Sirenen auslöste.  Am 17. Februar griff Israel Ziele südlich von Damaskus mit einer Boden-Boden-Rakete an und verursachte Sachschäden, aber keine Todesopfer.  Am 23. Februar wurden mehrere israelische Boden-Boden-Raketen vom Golan aus auf Gebiete in der Nähe von Madinat al-Baath und Rwihinah nahe der israelischen Grenze abgefeuert und verursachten materielle Schäden. Am 24. Februar wurden drei syrische Soldaten bei einem israelischen Luftangriff in der Nähe von Damaskus getötet, Stunden nachdem Israel Flugblätter auf Stellungen der syrischen Armee abgeworfen hatte, in denen davor gewarnt wurde, dass sie wegen ihrer Zusammenarbeit mit der Hisbollah angegriffen werden könnten.  
Am 7. März wurden bei einem israelischen Luftangriff in der Gegend von Damaskus zwei Menschen getötet. Nach Angaben der syrischen Armee wurde das Luftverteidigungssystem aktiviert, um mit der israelischen Aggression fertig zu werden.
Am 9. April führte Israel bei Tageslicht Luftangriffe auf von der syrischen Regierung gehaltene Stellungen durch. Syrische Staatsmedien behaupteten, ihre Luftabwehr hätte einige der anfliegenden Raketen über der Provinz Hama abgefangen. Am 14. und 27. April führte Israel Luftangriffe in der Nähe von Damaskus durch.
Am 11. Mai feuerte Israel vier Raketen auf einen Ort in Quneitra im Südwesten Syriens nahe der Grenze zu Israel ab.  Am 13. Mai wurden bei einem angeblichen israelischen Luftangriff in Masyaf fünf Menschen getötet und sieben weitere verletzt. Das Gebiet, in dem sich eine Einrichtung des Zentrums für wissenschaftliche Studien und Forschung befindet und von der angenommen wird, dass sie als Basis für iranische Streitkräfte genutzt wird, wurde in den letzten Jahren wiederholt Ziel von Angriffen, die Israel zugeschrieben werden.  Am 20. Mai wurden drei syrische Soldaten getötet, als Israel in der Nähe von Damaskus Boden-Boden-Raketen abfeuerte und Schaden anrichtete.  
Am 6. Juni griffen israelische Jets Ziele im Vorort al-Kiswah südlich von Damaskus und in der Nähe des internationalen Flughafens von Damaskus an und verursachten Schäden an mehreren Orten. Das Gebiet von al-Kiswah wurde in der Vergangenheit von Israel bombardiert, weil es angeblich iranische Militärbasen enthält.  Am 10. Juni führten israelische Kampfflugzeuge eine Reihe von Angriffen südlich von Damaskus durch, bei denen Sachschäden verursacht wurden und mindestens ein Verletzter zu beklagen war.
Am 2. Juli führten israelische Jets tagsüber einen Luftangriff auf die Stadt al-Hamidiyah südlich von Tartus durch.  Am 6. Juli wurde ein syrischer Kämpfer, der mit der Hisbollah und dem Assad-Regime in Verbindung stand, durch einen israelischen Drohnenangriff in Quneitra getötet.  Am 22. Juli griffen israelische Kampfjets Einrichtungen des syrischen Militärs und pro-iranischer Milizen in der Nähe von Damaskus an, töteten drei syrische Soldaten und verwundeten weitere. Ein temporäres Lagerhaus der IRGC wurde ebenfalls ins Visier genommen.
Am 14. August griffen israelische Jets Gebiete in der Nähe von Tartus und Damaskus an, töteten drei syrische Soldaten und verwundeten drei weitere.  Am 25. August führte Israel Luftangriffe im Nordwesten Syriens durch, einem Gebiet, von dem angenommen wird, dass es von iranischen Streitkräften genutzt wird und das in den letzten Jahren wiederholt angegriffen wurde. Zwei Zivilisten wurden verletzt. Fotos und Videos zeigten große Rauchwolken und anhaltende Explosionen an den Zielorten. Die Syrische Beobachtungsstelle für Menschenrechte berichtete, dass bei dem Luftangriff in Masyaf ein Lagerhaus mit über 1.000 iranischen Raketen zerstört wurden.  Am 31. August wurde Israel von Syrien beschuldigt, zwei aufeinanderfolgende Luftangriffe auf den internationalen Flughafen von Aleppo und in der Nähe der Hauptstadt Damaskus durchgeführt zu haben. Ein von Sanktionen betroffenes iranisches Frachtflugzeug soll früher am Tag auf dem Flughafen von Aleppo gelandet sein.
Am 6. September griffen israelische Jets den internationalen Flughafen von Aleppo an und setzten ihn zum zweiten Mal in weniger als einer Woche außer Betrieb.  Am 17. September griffen israelische Flugzeuge den internationalen Flughafen von Damaskus und andere Stellungen südlich der syrischen Hauptstadt an, verursachten Sachschäden und töteten fünf Soldaten, darunter zwei Mitglieder der vom Iran unterstützten Milizen.
Am 21. Oktober zerstörte ein israelischer Luftangriff eine vom Iran unterstützte Drohnenproduktions- und Waffenlagerstätte auf dem Militärflughafen Dimas nahe der libanesischen Grenze. Am 24. Oktober beschoss die israelische Luftwaffe tagsüber Damaskus, berichteten syrische Staatsmedien. Es gab Sachschäden und ein syrischer Soldat wurde verletzt.  Am 27. Oktober zielten israelische Raketen auf Orte in der Nähe von Damaskus und verursachten materiellen Schaden.  
Am 9. November sollen israelische Streitkräfte einen Konvoi mit Treibstoff oder Waffen für den Libanon angegriffen, als dieser vom Irak nach Syrien kam, und dabei mindestens zehn Menschen getötet haben, darunter eine Reihe iranischer Kämpfer.  Am 13. November zielten israelische Luftangriffe auf eine Landebahn des Luftwaffenstützpunkts Shayrat im Nordosten Syriens, die laut Militärquellen kürzlich von der iranischen Luftwaffe genutzt wurde. Am 19. November zielten israelische Luftangriffe auf zentrale und küstennahe Regionen Syriens, bei denen vier Soldaten getötet und einer verwundet wurde.
Am 19. Dezember wurden bei israelischen Angriffen in der Gegend von Damaskus drei nicht-syrische und zwei vom Iran unterstützte syrische Kämpfer getötet.

### 2023
Am 1. Jänner griffen israelische Luftstreitkräfte den internationalen Flughafen von Damaskus an, setzten ihn außer Betrieb und töteten drei syrische Soldaten und zwei nicht-syrische Kämpfer. Am 29. Januar griffen unbekannte Flugzeuge einen Konvoi iranischer Lastwagen am Grenzübergang al-Qaim an der syrisch-irakischen Grenze an. Am folgenden Tag wurde bei einem weiteren Luftangriff ein Lastwagen in der Nähe der syrisch-irakischen Grenze angegriffen, der Waffen und Munition für iranische Milizen transportierte.
Am 18. Februar wurden bei einem israelischen Luftangriff in Damaskus vier Zivilisten und ein Soldat getötet und 15 verwundet.  
Am 7. März griff die israelische Luftwaffe den Flughafen von Aleppo an, was dann dazu führte, dass er aufgrund von Schäden geschlossen wurde, obwohl keine Todesopfer gemeldet wurden. Am 12. März wurde die Stadt Masyaf in Westsyrien tagsüber von israelischen Luftangriffen getroffen. Drei Soldaten wurden verletzt.  Am 22. März führte Israel Luftangriffe gegen mehrere mit dem Iran verbundene Ziele in Syrien durch, darunter in Damaskus, dem internationalen Flughafen von Aleppo und der Region Latakia.  Am 29. März wurde Israel beschuldigt, mehrere Luftangriffe auf Armeestellungen im Stadtteil Al-Midan in Damaskus durchgeführt zu haben, bei denen zwei syrische Soldaten verwundet und Sachschäden verursacht wurden.  Am 31. März wurde bei einem israelischen Angriff in der Nähe von Damaskus einen IRGC-Offizier getötet. Zwei Tage später starb ein weiteres IRGC-Mitglied an den Verletzungen, die er bei dem Angriff erlitten hatte. Es wurde spekuliert, dass der israelische Angriff eine Reaktion auf den mutmaßlichen Hisbollah-Bombenanschlag in der Nähe von Megiddo im Norden Israels im vergangenen Monat war, bei dem ein Mann schwer verletzt wurde, von dem angenommen wird, dass er von einem Terroristen verübt wurde, der den libanesischen Grenzzaun mit einer Leiter überquerte. Der Terrorist wurde erschossen, als er versuchte, in den Libanon zurückzukehren.  
Am 1. April wurden bei israelischen Luftangriffen in der Nähe von Homs fünf Soldaten verwundet. Am 2. April wurde ein nicht identifiziertes Flugzeug – wahrscheinlich iranischer Herkunft –, das von Syrien aus in den israelischen Luftraum eingedrungen war, von israelischen Hubschraubern und Flugzeugen abgeschossen. Kurz darauf berichteten syrische Medien von Explosionen auf einem Flughafen in der Nähe von Damaskus, gaben Israel aber nicht die Schuld.  Am 4. April wurden bei israelischen Luftangriffen in der Nähe von Damaskus zwei syrische Zivilisten getötet.  Am 9. April führte Israel Luftangriffe in der Gegend von Damaskus durch, UAV-Angriffe gegen Raketenwerfer und feuerte Artilleriegranaten als Reaktion auf sechs Raketen ab, die in der Nacht auf die Golanhöhen abgefeuert wurden. Zu den Zielorten der israelischen Armee gehörten ein Militärgelände der 4. Division der syrischen Armee, Radaranlagen und Artilleriestellungen, die vom syrischen Militär genutzt werden.  Am 24. April beschoss israelische Artillerie eine Reihe von Stellungen in der Nähe von Quneitra, wo bekanntermaßen iranische und mit der Hisbollah verbündete Milizen stationiert sind. Am 29. April führte Israel Luftangriffe in der Nähe der Stadt Homs in Westsyrien durch, bei denen drei Personen verletzt wurden.  
Am 1. Mai griffen israelische Flugzeuge den Flughafen von Aleppo an, töteten einen Soldaten und verwundeten sieben (fünf Soldaten und zwei Zivilisten). Der Flughafen musste geschlossen werden. Später wurde berichtet, dass es sich bei den angegriffenen Orten um iranische Waffenfabriken handelte, die heimlich in Syrien eingerichtet wurden.  Am 28. Mai flogen israelische Kampfjets Luftangriffe rund um Damaskus, die zwar Sachschäden, aber keine Verletzten verursachten.  
Am 14. Juni griff Israel Militärlager iranischer Milizen in der Nähe des Flughafens von Damaskus und eines Gebiets südwestlich der syrischen Hauptstadt an.
Am 2. Juli führte Israel Luftangriffe in der Nähe der Stadt Homs durch, die nicht näher bezeichnete materielle Verluste verursachten. Eine von Syrien aus abgefeuerte Flugabwehrrakete explodierte über dem israelischen Luftraum und verursachte Granatsplitter in Stadt Rahat im Süden. Später griffen israelische Jets die Flugabwehrbatterie hinter der Startrampe an und beschossen zusätzliche Ziele in der Gegend.  Am 5. Juli griffen israelische Flugzeuge Lagerhäuser in der Nähe von Damaskus an, in denen moderne iranische Waffen gelagert wurden.  Am 18. Juli wurden zwei syrische Soldaten verletzt, nachdem israelische Flugzeuge Orte in der Gegend von Damaskus angegriffen hatten.
Am 6. August wurden bei israelischen Luftangriffen in der Nähe von Damaskus vier syrische Soldaten getötet und weitere vier verwundet. Auch Sachschäden wurden gemeldet.  Am 21. August führten israelische Jets Luftangriffe auf Ziele in der Umgebung von Damaskus durch, verwundeten einen Soldaten und verursachten Sachschäden.  Am 28. August startete Israel einen Luftangriff auf den internationalen Flughafen von Aleppo und setzte ihn außer Betrieb.  
Am 13. September wurden bei einem israelischen Angriff in Tartus mindestens zwei syrische Soldaten getötet und weitere sechs verletzt. Ein weiterer israelischer Angriff in der Gegend von Hama verursachte materielle Schäden.  
Am 1. Oktober führte Israel Berichten zufolge Luftangriffe in der Nähe von Damaskus gegen eine iranische Waffenlieferung durch, die auf dem Weg in den Libanon war.  Am 3. Oktober führte Israel Berichten zufolge Luftangriffe in der Provinz Deir ez-Zor in Ostsyrien durch, bei denen mindestens zwei Soldaten verwundet und Sachschäden verursacht wurden. Am 12. Oktober wurde berichtet, dass Israel Start- und Landebahnen an den beiden internationalen Flughäfen von Aleppo und Damaskus angriff, wodurch eine iranische Mahan-Maschine, die in Syrien landen sollte, nach Teheran zurückkehrte. Einigen Berichten zufolge wurden zwei Flüge umgeleitet, ein Flug transportierte den iranischen Außenminister Amir-Abdollahian und IRGC-Mitglieder, während der andere 10 Tonnen Raketen an Bord hatte.  Am 14. Oktober setzte ein israelischer Luftangriff den Flughafen von Aleppo außer Betrieb, wie das syrische Verteidigungsministerium mitteilte.  Am 22. Oktober griffen israelische Flugzeuge die Flughäfen von Aleppo und Damaskus an und setzten beide außer Betrieb. Zwei syrische Mitarbeiter des Wetterdienstes am Flughafen von Damaskus wurden getötet.  Am 25. Oktober griffen israelische Streitkräfte mehrere syrische militärische Ziele an, nachdem Raketen aus Syrien auf israelische Gemeinden auf den Golanhöhen abgefeuert worden waren, wobei acht syrische Soldaten getötet und weitere sieben in der Region Daraa verwundet wurden. Später am Tag griffen israelische Kampfjets erneut den internationalen Flughafen von Aleppo an und setzten ihn außer Betrieb.
Am 8. November führten israelische und US-Streitkräfte Berichten zufolge getrennte Luftangriffe gegen vom Iran unterstützte Milizen in Syrien durch, bei denen insgesamt 12 Kämpfer getötet wurden.  Nachdem eine von syrischem Territorium aus gestartete Drohne am 9. November in eine Schule in Eilat gestürzt war, führte Israel Luftangriffe in Syrien durch.  Am 16. November zielten israelische Angriffe auf die Stadt Saida Zeineb in der Nähe von Damaskus, wo vom Iran unterstützte Milizen stark präsent sind.  Am 22. November beschuldigte Syrien Israel, zwei Luftangriffe in der Nähe von Damaskus durchgeführt zu haben. Eine der Raketen wurde von der syrischen Luftabwehr abgeschossen, die andere verursachte einen nicht näher spezifizierten Schaden. Zwei Personen, die angeblich mit der Hisbollah zusammengearbeitet hätten, wurden bei dem Angriff getötet.  Am 22. November feuerten israelische Kampfflugzeuge zwei Raketen von den Golanhöhen auf einen Ort in der Nähe von Damaskus ab und verursachten Sachschäden, aber keine Verletzten, so syrische Medien.  Am 26. November berichteten syrische Medien über israelische Luftangriffe auf den internationalen Flughafen von Damaskus und andere Ziele in der Nähe der Hauptstadt.
Am 2. Dezember wurden zwei Offiziere des Korps der Islamischen Revolutionsgarden bei angeblichen israelischen Luftangriffen in der Nähe von Damaskus getötet. Die Angriffe kamen Berichten zufolge aus Richtung der Golanhöhen, laut der staatlichen syrischen Nachrichtenagentur wurden die meisten Raketen abgeschossen.  Am 8. Dezember wurden der Sohn eines hochrangigen Hisbollah-Führers und vier weitere Personen bei einem israelischen Luftangriff in Südsyrien getötet.  Am 10. Dezember wurden acht Menschen verletzt und Schäden durch israelische Luftangriffe in der Umgebung von Damaskus gemeldet. Eine syrische Militärquelle behauptete, dass die Luftabwehr des Landes einige der israelischen Raketen abgeschossen hätte. Bei Angriffen auf zwei Hisbollah-Standorte in Sayyida Zeinab und ein „Radarbataillon“ wurden zwei ihrer Mitglieder und zwei weitere Syrer getötet.  Am 17. Dezember wurden zwei syrische Soldaten durch israelische Raketen verwundet, die von den Golanhöhen abgefeuert wurden. Einige der Raketen, die auf Gebiete um Damaskus abzielten, wurden von der Luftabwehr abgeschossen.  Am 20. Dezember wurden vier Raketen aus Syrien auf die von Israel besetzten Golanhöhen abgefeuert, die in Mas'ade und Ein Qiniyye Sirenen auslösten. Die IDF beschoss den Feuerherd und zielte daraufhin auf eine Stellung der syrischen Armee.  Am 25. Dezember wurde Sejed-Rasi Mussawi, ein Brigadegeneral der IRGC, bei einem israelischen Luftangriff in Saida Zaineb getötet. Mussawi war für die Koordinierung des iranischen Bündnisses mit Syrien verantwortlich und soll Qassem Soleimani nahe stehen. Nach Angaben der syrischen Opposition wurde er auf einer Farm getötet, die als Büro der Hisbollah diente.  Am 28. Dezember wurde eine Reihe von angeblichen israelischen Angriffen in Südsyrien und der Gegend um Damaskus durchgeführt. Es wurde berichtet, dass das Ziel der Angriffe die Luftverteidigung war. In einem Fall wurde eine Radaranlage der syrischen Armee in Tal al-Sahn, nahe der jordanischen Grenze, angegriffen. Saudische Medien berichteten später, dass elf IRGC-Führer an diesem Tag bei einem Luftangriff auf den internationalen Flughafen von Damaskus getötet wurden. Der IRGC-Sprecher dementierte diese Berichte.  
Am 30. Dezember wurden sechs vom Iran unterstützte Milizionäre, darunter vier von der Hisbollah, bei drei nächtlichen Angriffen an der syrisch-irakischen Grenze getötet. Nach Angaben der syrischen Opposition zielten die Angriffe auf einen Konvoi und ein Waffenlager. Später am selben Tag wurde der internationale Flughafen von Aleppo Ziel eines israelischen Angriffs, bei dem drei Menschen getötet wurden.  

### 2024
Seit Beginn des Krieges zwischen Israel und der Hamas im Jahr 2023 hat die Häufigkeit israelischer Angriffe zugenommen und forderten gleichzeitig mehr Todesopfer.  Es wurde berichtet, dass Israel die früheren Spielregeln aufgegeben hat und keine Warnschüsse mehr vor einem Angriff abgibt. Dies führte zum Tod von 19 Hisbollah-Mitgliedern in Syrien seit Beginn des Krieges.  
Am 8. Jänner tötete ein israelischer Angriff Hassan Hakashah, ein zentrales Mitglied der Hamas in Syrien, das für die Raketenangriffe auf Israel verantwortlich war. Das Attentat ereignete sich in Beit Jinn.  Am 15. Jänner griff Israel laut syrischen Medien und SOHR mit dem Iran verbundene Ziele in Aleppo an, und in der Nähe des Flughafens waren Explosionen zu hören. Am 20. Jänner wurden fünf IRGC-Mitglieder, darunter hochrangige Generäle, bei einem Angriff in Mezzeh getötet. Unter den Toten befinden sich der Chef des Geheimdienstes Quds-Einheit in Syrien und sein Stellvertreter. Am 29. Jänner wurden zwei Menschen bei einem angeblichen israelischen Angriff auf das operative Hauptquartier der IRGC am Stadtrand von Damaskus getötet.  
Am 1. Februar wurde ein Mitglied der iranischen Revolutionsgarden, Saeed Alidadi, bei einem mutmaßlichen israelischen Luftangriff in der Nähe von Damaskus getötet, was den zweiten derartigen Angriff auf Teherans Streitkräfte in Syrien innerhalb weniger Wochen darstellt. Am 6. Februar griff Israel den Luftwaffenstützpunkt Shuyrat und andere Orte in der Nähe der Stadt Homs an. Nach Angaben der Syrischen Beobachtungsstelle für Menschenrechte wurden zehn Menschen getötet, darunter sechs Zivilisten und zwei Hisbollah-Kämpfer.  Am 10. Februar trafen israelische Luftangriffe angeblich mehrere Orte am Stadtrand von Damaskus und verursachten Sachschäden. Die Syrische Beobachtungsstelle für Menschenrechte berichtete, dass drei Menschen getötet wurden und es sich um nicht-syrische Staatsangehörige gehandelt haben könnte, obwohl sie nicht sofort bestätigen konnte, ob es sich bei den Toten um Kämpfer handelte.  Am 21. Februar tötete die israelische Luftwaffe bei einem Angriff auf ein Wohngebiet von Damaskus laut syrischen Medien mindestens zwei Menschen.  Am 25. Februar wurden bei einem israelischen Angriff zwei Hisbollah-Kämpfer auf einem Lastwagen außerhalb von Qusayr getötet, einer Stadt südlich von Homs nahe der Grenze zum Nordlibanon. Am 28. Februar verursachten israelische Angriffe Schäden an pro-iranischen Hochburgen in der Nähe von Damaskus.
Am 17. März trafen israelische Luftangriffe mehrere Orte in Südsyrien, verursachten Sachschäden und verwundeten einen Soldaten. Die Syrische Beobachtungsstelle für Menschenrechte berichtete, dass die Angriffe auch zwei Militärstützpunkte in den Qalamun-Bergen nordöstlich von Damaskus trafen, einem Gebiet, in dem die Hisbollah operiert. Eines der Ziele war eine Waffenlieferung, so die Beobachtungsstelle.  Am 19. März teilte die staatliche syrische Nachrichtenagentur mit, dass Israel eine Reihe von Zielen im Umland von Damaskus angegriffen habe, was zu materiellen Verlusten geführt hätte.  Am 26. März führte die israelische Luftwaffe Luftangriffe in den Gebieten Deir ez-Zor und al-Bukamal nahe der ostsyrischen Grenze zum Irak durch, die auf iranische Vermögenswerte und Aktivisten abzielten, die an einem kürzlichen Komplott zum Schmuggel moderner Waffen an Terroristen im Westjordanland beteiligt waren. Berichten zufolge wurden mehr als 15 Menschen getötet.  Am 28. März berichteten syrische Staatsmedien, dass israelische Flugzeuge ein Gebäude in der Gegend von Damaskus getroffen hätten. Dabei wären zwei Menschen verletzt worden und Sachschäden wären entstanden. Am 29. März wurden bei einem israelischen Luftangriff auf den Flughafen von Aleppo 38 syrische Soldaten, 7 Hisbollah-Kämpfer und 7 Milizionäre getötet. Es ist der tödlichste israelische Angriff auf Syrien seit 2021.  Am 31. März wurden zwei Zivilisten bei israelischen Angriffen am Stadtrand von Damaskus verletzt.  
Am 1. April zerstörte ein israelischer Luftangriff aus Richtung der Golanhöhen das iranische Konsulat in der syrischen Hauptstadt Damaskus. Die syrischen Behörden sagten, der Angriff hätte „das gesamte Gebäude zerstört und alle Insassen getötet und verletzt“. Iranische Staatsmedien berichteten, dass bei dem Angriff auch ein hochrangiger Kommandeur der Quds-Einheit der Islamischen Revolutionsgarden getötet wurde.
Am 2. Mai wurden acht syrische Soldaten bei einem angeblichen israelischen Luftangriff auf ein von den Sicherheitskräften betriebenes Gebäude am Stadtrand von Damaskus verwundet und materielle Verluste verursacht. Am 29. Mai zielten israelische Luftangriffe auf einen Ort in Baniyas und einen weiteren in Furqlus in Zentralsyrien, was laut syrischen Staatsmedien zur Verwundung von zehn Menschen und zur Tötung eines Mädchens führte. Darüber hinaus wurden laut SOHR drei syrische Kämpfer, die mit der Hisbollah zusammenarbeiteten, während des Angriffs auf Zentralsyrien getötet.
Am 3. Juni traf ein israelischer Luftangriff einen Standort pro-iranischer Milizen im Gebiet Hayyan nördlich von Aleppo, was laut SOHR zunächst zu 12 Toten und Sachverlusten führte. Danach wurde berichtet, dass 16 Militante getötet wurden, darunter ein prominenter Führer der IRGC, Saeed Abiyar.